# یان لیندکوئیست
یان لنارت لیندکوئیست (سوئدی: Jan Lennart Lindqvist؛ ‏زاده ۲۱ آوریل ۱۹۴۱) فیلم‌بردار، فیلم‌نامه‌نویس و کارگردان فیلم سوئدی است.
از فیلم‌هایی که وی در آن‌ها نقش داشته‌است، می‌توان به فیلمِ به ما می‌گویند وصله ناجور اشاره نمود.